# Јан Жишка
Јан Жишка (чеш. Jan Žižka; Боровани, 11. мај 1360— Прибислав, 11. октобар 1424) је био вођа хусита, чешки генерал и чешки национални херој. Учествовао је у грађанским ратовим у Чешкој за време владавине Вацлава IV. Наводно је изгубио око у бици код Гринвалда 1410. године. Прославио се у хуситским ратовима (1420—1434). Један је од малобројних команданата који никада није изгубио битку.

## Војна тактика
Главнину његове војске чинили су сељаци које је наоружао на једини могући начин: сељачким алаткама које је прерадио у оружје. У борбама је користио и сељачка кола која је ојачавао оклопом и на њих постављао мале топове.
Познат је по коришћењу неуобичајених тактика у биткама.

## Почетак хуситских ратова
Жишка је од самог почетка прикључио хуситском покрету, организованој побуни хусита, следбеника Јана Хуса. Јан Жишка је предводио хусите у првој дефенестрацији у Прагу 1419. када је градска управа побацана кроз прозор. То је довело до хуситских ратова (1420—1434).
После проглашеног примирја између грађана Прага (хусита) и присталица краља Сигисмунда Луксембуршког, Жишка је са присталицама отишао до Плзења те је поразио Сигисмундове присталице код Судомера 23. марта 1420. године.
У Табору је основао центар и упориште хусита.
Жишка је постао један од 4 предводника (хејтмана).

## Јан Жишка одбранио Праг
Када је краљ Сигисмунд Луксембуршки напао Праг, грађани Прага су се обратили таборитима за помоћ. Таборити су били хусити који су се организовали у Табору као свом центру. Јан Жишка и остали таборити стижу као помоћ у одбрани Прага. Краљева војска започела је опсаду Прага у јуну 1420, а 14. јула 1420. започео је општи напад. Јан Жишка је са својом војском бранио Витков, преко кога су хусити обезбеђивали друмске везе Прага са остатком Чешке. Напад краљеве војске је заустављен највише захваљујући херојству Јана Жишке, а краљ Сигисмунд је прекинуо опсаду. Данас се на брду Витков налази монументални споменик Јану Жишки.
Убрзо након битке, 22. августа 1420, таборити напуштају Праг и враћају се у Табор.

## Велики порази краљеве војске
Рат против Сигисмундових присталица и даље је трајао. Хусити су успели да заузму велики део Бохемије. У Чаславу је формирана привремена хуситска влада Бохемије и Моравске са Жишком као једним од чланова владе. Године 1421. Жишка је рањен приликом опсаде замка Раби и изгубио је и друго око. Иако је био потпуно слеп, наставио је заповедати војском из Табора.
Крајем 1421. краљ Сигисмунд поново покушава да покори Бохемију. Успео је да освоји важан град Кутна Хора. Жишка је предводио сједињене војске Табора и Прага. Прво је извео тактичко повлачење, а по добијању појачања свим снагама напада краљеву војску и у бици код Небовида 6. јануара 1422. постиже одлучну победу. Сигисмунд је изгубио 12.000 војника, а и сам се једва спасао. Део краљевих војника повукао се у Немецки Брод, који су хусити заузели 10. јануара. Хусити су, не слушајући Жишкино наређење, све противнике набили на мачеве.

## Неслагања табориста и ултраквиста
Унутрашње размирице доводе 1423. до грађанског рата међу хуситима. Жишка предводи табористе и поражава ултраквисте 20. априла 1423. године. Када су хусити сазнали за припрему новог крсташког рата против њих две стране склапају мир у Конопишту 24. јуна 1423. године. Крсташи су се брзо разишли без правог рата, па су унутрашња неслагања табориста и ултраквиста поново избила на површину. Жишка је поново поразио ултраквисте близу Храдец Кралове 4. августа 1423. године.
Жишка је покушао са инвазијом Угарске, којом је тада владао краљ Сигисмунд Луксембуршки. Инвазија је пропала, али Жишка поново показује своје велико војно умеће током повлачења. Поново 1424. избија грађански рат са ултраквистима и поново их Жишка побеђује.

## Уједињење хусита
Улктраквистички надбискуп Прага искористио је свој велики утицај да би помогао у склапању мира међу завађеним хуситима. Хусити се уједињују с циљем да освоје Моравску која је била у рукама краљевих присталица. Жишка је одређен да буде вођа похода. Међутим Јан Жишка умире од куге 11. октобра 1424. на самој моравској граници.